# Florian Hartlieb

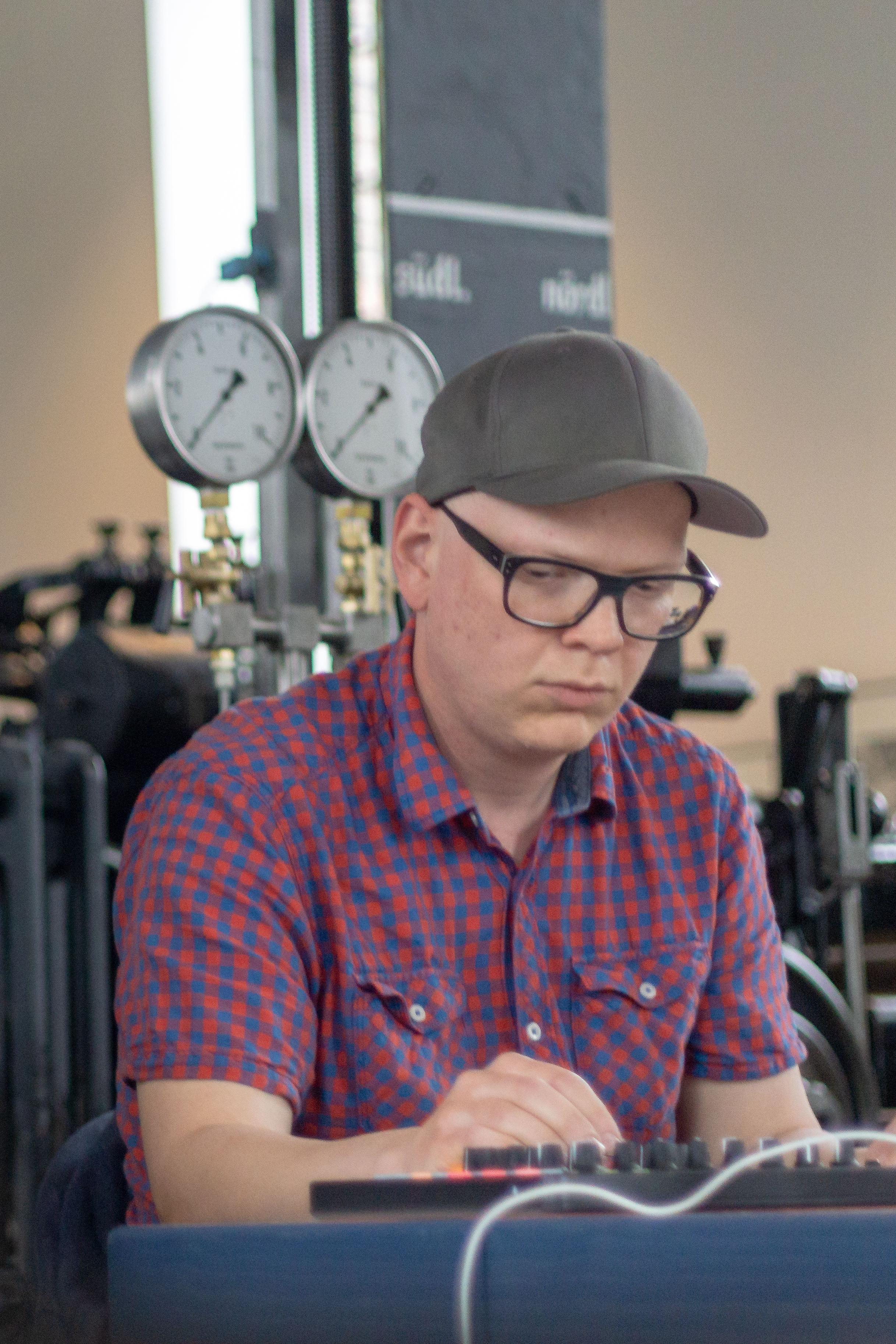
Florian Hartlieb bei der Live-Performance „Sounds of Change“ in der Maschinenhalle der Zeche Nachtigall im Rahmen des Internationalen Museumstag im LWL-Industriemuseum Zeche Nachtigall

Florian Hartlieb (* 22. Dezember 1982 in Unna) ist ein deutscher Komponist und Medien-Künstler. Er lebt und arbeitet in Bochum, Deutschland.

## Biographie
Florian Hartlieb studierte elektronische Komposition bei Thomas Neuhaus und Roman Pfeifer am ICEM der Folkwang Universität der Künste in Essen sowie bei Karlheinz Essl an der Universität für Musik und darstellende Kunst Wien.

Seine Stücke werden regelmäßig auf international renommierten Festivals und Konferenzen präsentiert, wie beispielsweise der Csound Konferenz (Berklee, 2013), der Linux Audio Conference (Stanford University, 2012), der International Computer Music Conference (Huddersfield, 2011), Tsonami (Buenos Aires, 2011), EMU Festival (Rom, 2010), Musicacoustica Beijing (Peking, 2008) und vielen mehr.

2009 wurde sein Werk „Im vorderen Zimmer des hinteren Raums“ vom kanadischen Label CeC auf dem Cache 2009 Sampler veröffentlicht, 2013 erschien sein digitales Mehrkanal-Album Quadrosonic.

Neben seiner künstlerischen Tätigkeit ist Hartlieb Dozent für Klangsynthese, Sampling, Digitale Audiotechnik und Musiktheorie.

## Werkverzeichnis (Auswahl)
- „Verzweigung“ -- 12–Kanal Fixed Media (2013)
- „Zersplittert“ -- 2–Kanal Fixed Media (2012)
- „Caladan“ -- 4–Kanal Fixed Media (2011)
- „Ist Niemals Jetzt“ -- 2 Stimmen, Laptop, Live-Elektronik, 4-Kanal Zuspielung
- „Out of the Fridge“  -- 2–Kanal Fixed Media (2011)
- „Zu Spielen bei offenem Fenster“ -- Piano, Live-Elektronik, 4-Kanal Zuspielung (2010)
- „Zeitspiel“ -- Audiovisuelle Installation (2010, Zusammenarbeit mit Jürgen Heinrich Stutzinger)
- „Be here now“ -- vier Instrumente, Live Elektronik und Video (2009)
- „Im vorderen Zimmer des hinteren Raums“ --  4-Kanal Fixed Media (2009)
- „Am I an Image“ -- Stoptrickfilm (2009)
- „An einem Sonntag“ -- 2–Kanal Fixed Media
- „Träum ich das ich wach bin oder schlaf ich nur im Stehen?“ --  4–Kanal Fixed Media (2008)

## Auszeichnungen
2013 erster Preis des Kompositionswettbewerbs European ERASMUS Composition Competition

2013 Auszeichnung des Kompositionswettbewerbs „Atmosphären“

2009 erster Preis des Kompositionswettbewerbs Jeu de Temps / Times Play

2006 Exzellenz Stipendium der Folkwang Universität der Künste